# Ambrose Powell Hill
Ambrose Powell Hill (Culpeper (Virginia), 9 november 1825 – Petersburg (Virginia), 2 april 1865) was een Amerikaans beroepsmilitair die tijdens de Burgeroorlog aan de zijde van de Geconfedereerde Staten van Amerika vocht. Er wordt naar hem verwezen als A. P. Hill om hem te onderscheiden van de Zuidelijke generaal D.H. Hill die overigens geen familie was. Hij sneuvelde tijdens het beleg van Richmond.

## Vroege jaren
Hill werd geboren op 9 november 1825 in Culpeper, Virginia. Hij was het zevende en laatste kind van Thomas en Fannie Russel Baptis Hill. Hij werd vernoemd naar zijn oom Ambrose Powell Hill (1785-1858) die een politieke loopbaan had in Virginia en kapitein Ambrose Hill die een ontdekkingsreiziger, sheriff, wetgever en goede vriend van president James Madison was.  De roepnaam van de jonge A.P. Hill was Powell. 
Hill werd toegelaten tot de United States Military Academy in West Point in 1842. Hij werd al snel bevriend met toekomstige generaals zoals Darius N. Couch, George Pickett, Jesse L. Reno, George Stoneman, Truman Seymour, Cadmus M. Wilcox en George B. McClellan. Met Thomas Jackson, zijn toekomstige bevelhebber, kwam Hill niet overeen. Hill zette graag de bloemetjes buiten terwijl Jackson zeer religieus ingesteld was, wat Hill in het totaal niet was. 
In 1844 moest hij zijn derde jaar overdoen omdat hij op ziekteverlof gestuurd werd voor een geval van ernstige gonorroe. Hij werd ingedeeld in de klas van 1847 en werd bevriend met onder meer Henry Heth en Ambrose Burnside.  Hill zou zijn leven lang de gevolgen dragen van deze aandoening. Hij had regelmatig last van prostatitis en geïnfecteerde urinewegen. Dit was vrijwel niet te behandelen voor de komst van antibiotica.
Hill studeerde in 1847 af aan de United States Military Academy als 15de in een klas van 38. Hij kreeg de rang van gebrevetteerd tweede luitenant bij de en 1st U.S. Artillery.  Hij diende in een cavalerie-eenheid tijdens de laatste maanden van de Mexicaans-Amerikaanse Oorlog, maar nam geen deel aan veldslagen of schermutselingen. Na verschillende garnizoensdiensten in forten langs de Atlantische kust werd hij naar de Seminole-oorlog gestuurd. Opnieuw was dit conflict bijna ten einde en nam hij slechts deel aan enkele kleine schermutselingen. In september 1851 werd hij bevorderd tot eerste luitenant.
Tussen 1855 en 1860 werd A.P. Hill gedetacheerd en werkte bij de United States Coast Survey. Hill was voor een korte tijd verloofd met Ellen B. Marcy. Onder druk van haar ouders werd de verloving verbroken. Ze zou later huwen met zijn kamergenoot George B. McClellan, de latere bevelhebber van het Army of the Potomac. Op 18 juli 1859 trad hij in het huwelijk met de jonge weduwe Kitty ("Dolly") Morgan McClung. Hij werd de schoonbroer de latere Zuidelijke cavaleriegeneraals John Hunt Morgan, die ook zijn getuige was, en Basil W. Duke.

## De Amerikaanse Burgeroorlog

### Eerste maanden
Nadat enkele staten met slaven uit de Verenigde Staten waren gestapt en er een conventie in Virginia plaats vond om te deliberen over het verlaten van de unie, nam Hill op 1 maart 1861 ontslag uit het U.S. Army. Toen Virginia de unie had verlaten, aanvaarde Hill een commissie als kolonel van het 13th Virginia Infantry Regiment. De soldaten werden gerekruteerd uit zijn eigen Culpeper County en de aangrenzende Orange County, Louisa County, Frederick County en militie-eenheden als de Lanier Guards uit Maryland en de Frontier Rifles uit Hamsphire County. De 13th Virginia was een van de regimenten die deel uitmaakten van brigadegeneraal Joseph E. Johnston leger die per spoor naar de Eerste Slag bij Bull Run gebracht werden. Hill en zijn manschappen bewaakten de Zuidelijke rechterflank bij Manassas maar zagen geen actie tijdens de slag. Op 26 februari 1862 werd Hill bevorderd tot brigadegeneraal en kreeg het bevel over een brigade in het Army of the Potomac.

### Light Division
Tijdens de Schiereilandveldtocht in 1862 kon Hills brigade verschillende aanvallen afslaan tijdens de Slag bij Williamsburg. Voor zijn inzet en daadkracht werd hij op 26 mei 1862 bevorderd tot generaal-majoor. Zijn nieuwe divisie bestond voornamelijk uit regimenten uit Georgia en North en South Carolina.

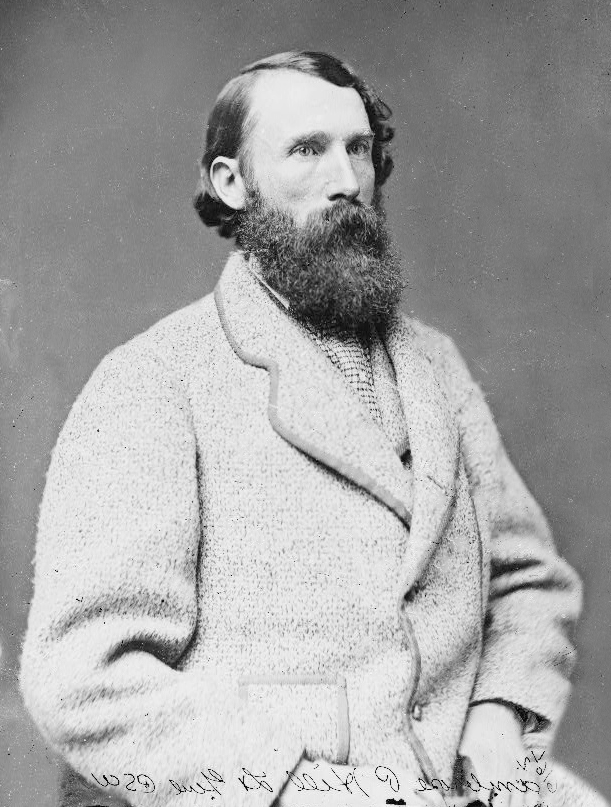
Generaal A. P. Hill

Zijn divisie nam niet deel aan de Slag bij Seven Pines op 31 mei en 1 juni 1862. Tijdens deze slag raakte Joseph E. Johnston gewond en werd hij vervangen door generaal Robert E. Lee. Het was ook vanaf 1 juni dat Hill een nieuwe bijnaam gebruikte voor zijn divisie, namelijk Light Division. Hoewel zijn divisie de grootste was in het Army of Northern Virginia sloeg de naam lichte divisie op de snelheid en beweeglijkheid waarmee Hill zijn divisie wou inzetten.
Hills divisie zag veelvuldig actie tijdens de Zevendagenslag en werd ingezet tijdens de slagen bij Beaver Dam Creek, Gaines' Mill en Glendale.  Na deze veldtocht ontstond er een ruzie tussen Hill en James Longstreet naar aanleiding van enkele krantenartikels in de Richmond Examiner. Daarin werd enkel de bijdrage van Hills divisie vermeld in de Slag bij Glendale. Longstreet stuurde een brief naar de krant om dit tegen te spreken. Hill werd hierdoor geschofeerd. De relatie tussen beide generaals werd zo slecht dat Hill onder arrest werd geplaatst en hij Longstreet uitdaagde voor een duel. Om de gemoederen te bedaren werd Hills divisie overgeplaatst van Longstreet korps naar Thomas Jacksons korps. Ook tussen hen waren er geregeld discussies en ruzies. Hill werd ook door Jackson verschillende malen onder arrest geplaatst.
Tijdens de Veldtocht in noordelijk Virginia voerde Hill op 9 augustus een tegenaanval uit op de Noordelijken waarbij hij de Zuidelijke linkerflank kon stabiliseren tijdens de Slag bij Cedar Mountain. Drie weken later vormde Hills divisie tijdens de Tweede Slag bij Bull Run de linkerflank van het Zuidelijke leger. De divisie sloeg verschillende Noordelijke aanvallen af langs de bedding van een onafgewerkte spoorweg. Opnieuw waren er botsingen tussen Hill en Jackson.
Hills divisie speelde een cruciale rol tijdens de Slag bij Antietam. Terwijl Lees leger verschillende zware aanvallen van het Noordelijke Army of the Potomac onderging bij Sharpsburg, Maryland was Hills divisie bezig met verwerken van Noordelijke krijgsgevangenen bij Harpers Ferry. Hij kreeg een dringend bericht van Lee op zijn linies te versterken. Hill stuurde zijn divisie op weg en na een moordend tempo waren ze net op tijd om een grootschalige aanval van generaal-majoor Ambrose Burnside te stoppen en in de tegenaanval te gaan. Dit redde de Zuidelijke linkerflank van volledige instorting. Het Army of Northern Virginia kon zich ordelijk terugtrekken. Tijdens deze terugtocht stopte zijn divisie een aanval van enkele regimenten van het Noordelijke V Corps.
Tijdens de Slag bij Fredericksburg, tussen 11 en 15 december 1862, stond Hills divisie op een heuvelrug aan de Zuidelijke rechterflank opgesteld. Rond zijn positie lag moerassige grond. De eerstvolgende brigade lag 600 meter verderop waardoor er een gat ontstond in zijn slaglinie. De dichte vegetatie belemmerde het zicht waardoor een vijandelijke aanval niet of te laat opgemerkt zou worden. Tijdens de slag slaagde de Noordelijke generaal-majoor George Meades divisie erin om twee-en-een halve brigades van Hills divisie op de vlucht te doen slaan. Hill vroeg assistentie aan de divisie van generaal-majoor Jubal Early om de aanval te helpen stoppen. Er vielen 2.000 slachtoffers in de divisie van Hill of bijna twee derde van het totaal aantal in Jacksons korps. Twee van zijn brigadegeneraals raakten gewond en Maxcy Gregg raakte dodelijke gewond. Na de slag had brigadegeneraal James J. Archer zware kritiek op zijn bevelhebber. Hill zou op de hoogte geweest zijn van de problemen en er niets aan gedaan hebben om de nodige maatregelen te nemen. Hij was ook afwezig tijdens deze strijd en al snel ging het gerucht de ronde dat hij gevangen zou zijn, wat niet het geval was.
Hill en Jackson hadden tijdens de Veldtocht in noordelijk Virginia en de Marylandveldtocht verschillende conflicten. Tijdens de invasie in Maryland werd Hill tot acht keer toe gearresteerd wegens nalatigheden in het uitvoeren van zijn functie. Kort na Fredericksburg eiste Hill dat Robert E. Lee een hoorzitting zou houden. Lee hield de boot af omdat hij twee van zijn beste generaals niet wou kwijtspelen. Tijdens veldslagen werd hun vete aan de kant gezet maar kwam daarna telkens in alle hevigheid terug naar boven. Dit zou duren aan de dood van Jakcons in de Slag bij Chancellorsville in mei 1863.  Daar liep hij dodelijke verwondingen op na onder vuur genomen te zijn door eigen soldaten van het 18th North Carolina Infantry. Hill nam kort het bevel op zich, maar raakte zelf gewond aan zijn kut. Terwijl hij in het ziekenhuis lag, stelde hij voor dat J.E.B. Stuart zijn plaats zou innemen.

### Bevelhebber van het third Corps van het Army of Northern Virginia
Na het overlijden van Stonewall Jackson aan de gevolgen van zijn verwondingen en de complicaties van een longontsteking werd Hill op 24 mei 1863 bevorderd tot luitenant-generaal. Hij kreeg het bevel over het nieuwe Third Corps in het Army of Northern Virginia.
Een van Hills divisies, onder leiding van generaal-majoor Henry Heth, was de eerste die de strijd aanging met Noordelijke cavalerie bij Gettysburg. Hoewel de eerste dag van de veldslag in het voordeel van de Zuidelijken uitviel, zou er veel kritiek komen op Hill na de oorlog door de aanhangers van de Lost Cause-beweging. Zij vonden het ongehoord dat Hill het bevel van Lee naast zich neer had gelegd om geen strijd aan te gaan voordat het volledig Zuidelijke leger samengetrokken was  De divisie onder leiding van generaal-majoor Richard H. Anderson voerde verschillende onsuccesvolle aanvallen uit op de Noordelijke stellingen bij Cemetery Ridge. Generaal-majoor William D. Pender, de favoriete divisiecommandant van Hill, raakte gewond terwijl zijn divisie de aanval van Anderson ondersteunde. Op de derde dag van slag werd Hills divisie ingezet in Pickett's Charge. Hoewel twee derde van de troepen van Hills divisie was, kreeg Longstreet het algemeen bevel over de aanval. Van de drie korpsen van het Army of Northern Virginia vielen de meest slachtoffers bij Hills korps te betreuren. Daarom vormde Hills korps de voorhoede in de terugtocht van Gettysburg.
Tijdens de Bristoeveldtocht in het najaar van 1863 voerde Hills korps te snel een aanval uit op het II Corps van generaal-majoor Gouverneur Kemble Warren tijdens de Slag bij Bristoe Station. De aanval werd met zware verliezen afgeslagen. Lee gaf geen kritiek op Hill voor deze fout. Maar hij kreeg wel de opdracht om persoonlijk toe te zien op het vezorgen van de gewonden en het verwittigen van de families van de gesneuvelden. Ook tijdens de Slag bij Mine Run werd zijn korps ingezet. Buiten een kort bezoek aan Richmond in januari 1864 bleef Hill bij zijn soldaten in hun winterkwartieren bij Orange Court House.
In 1864 zag Hills korps actie tijdens de Overlandveldtocht. Het korps kon verschillende Noordelijke aanvallen weerstaan tijdens de Slag in de Wildernis, maar al snel raakte alle interne cohesie zoek. Ondanks verschillende dringende verzoeken van zijn divisiecommandanten weigerde Hill om opnieuw enige cohesie in zijn linie te krijgen, omdat hij dacht dat Lee zijn korps zou vervangen door verse eenheden. In het ochtendgloren van de tweede dag heropenden de Noordelijken de aanval. Hills korps kon de  druk niet weerstaan. De linie brak en verschillende eenheden zetten het op een lopen. Het was dankzij de tijdige aankomst van het First Corps, onder leiding van Longstreet, dat de fronlinie kon gestabiliseerd worden. Hill kon wegens ziekte niet deelnemen aan de slag bij Spotsylvania Court House. Hij werd tijdelijk vervangen door generaal-majoor Jubal Early. Na hersteld te zijn keerde Hill terug, maar werd terechtgewezen voor zijn ongecoördineerde aanvallen bij North Anna. Hill bezette de linkerflank van het leger tijdens de Slag bij Cold Harbor. Twee divisies van zijn korps werden op 3 juni ter ondersteuning naar de rechterflank gestuurd. Toen Hill zag dat de eenheden op zijn rechterflank braken, kon hij door een succesvolle tegenaanval met een brigade de vijandelijke aanval weerstaan.
Eind 1864, begin 1865 vochten Hill en zijn korps in een reeks defensieve veldslagen tijdens de Richmond-Petersburgveldtocht. Vooral tijdens de veldslagen van Jerusalem Plank Road,  de krater, Globe Tavern, Second Reams Station en Peebles Farm werd er hevig gevochten. Tijdens de Slag van de Krater stond Hill opnieuw tegenover zijn oude klasgenoot in West Point Ambrose Burnside. Zijn gezondheid liet de wensen over en eind maart 1865 moest hij van zijn dokter het leger verlaten om in Richmond te recupereren. Hij zou daar blijven tot 1 april.

### Overlijden
Hill zou gezegd hebben dat hij niet de ineenstorting van het Zuidelijke leger wou meemaken. Op 2 april 1865, zeven dagen voor de de capitulatie van het Army of Northern Virginia, werd Hill tijdens de Derde Slag bij Petersburg doodgeschoten door korporaal John W. Mauk van het 138th Pennsylvania Infantry terwijl Hill met één stafofficier naar de Noordelijke stellingen was gereden om de Noordelijke tot overgave te verleiden. De Noordelijke soldaten weigerden en raakten hem in de borststreek. Hill viel van zijn paard en overleed ter plekke.

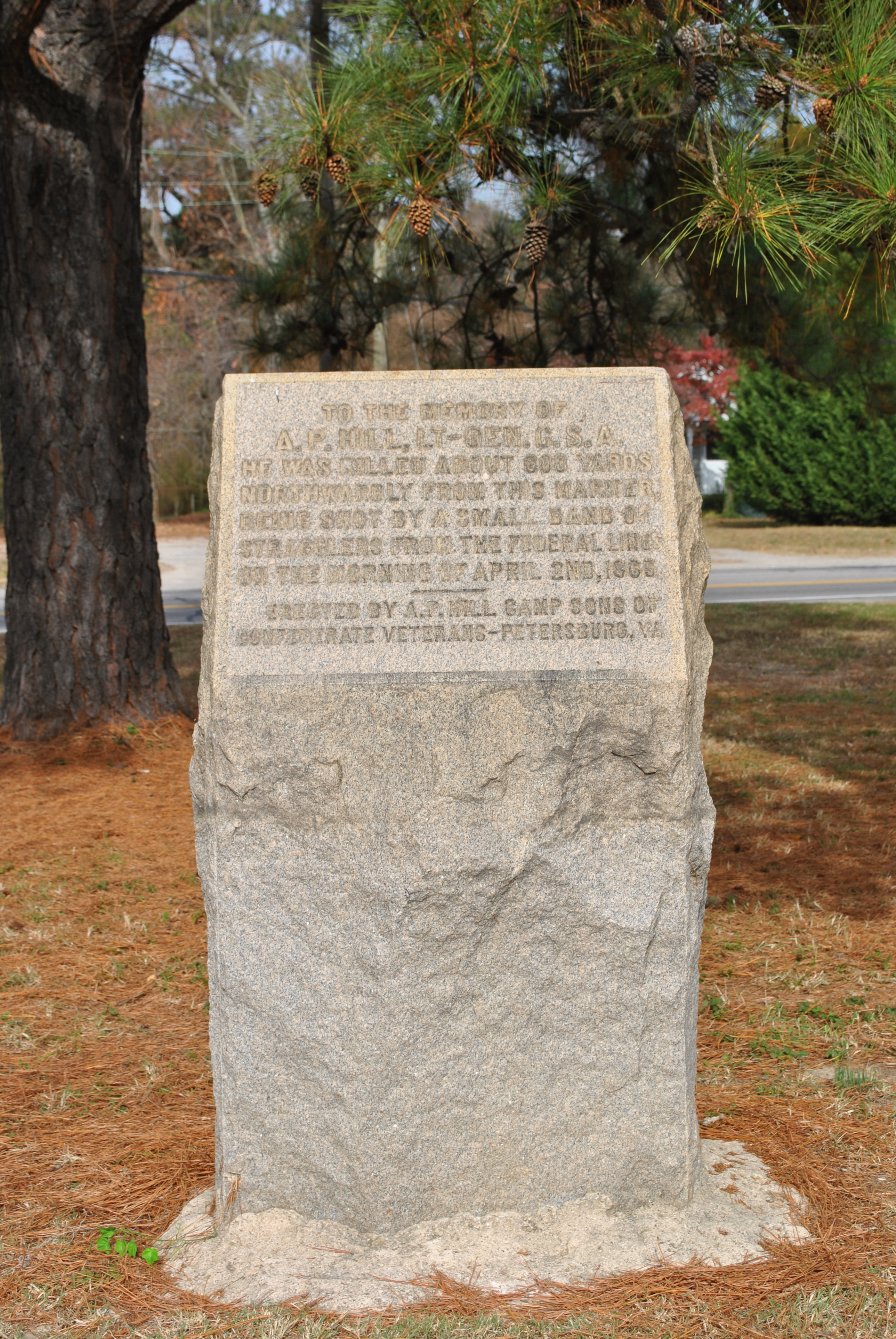
herdenkingsmonument voor A.P. Hill

In de late negentiende eeuw probeerden verschillende personen in 1888, 1890 en 1903 de exacte locatie te achterhalen waar Hill gesneuveld was. Pas in 1911 werd na uitgebreid onderzoek van de Sons of Confederate Veterans de precieze locatie vastgesteld. Het jaar daarop, in 1912, werden twee monumenten onthuld ter nagedachtenis van het overlijden van Hill. Het grootste van de twee monumenten bevindt zich op het kruispunt van de Boydton Plank Road en Duncan Road en staat op ongeveer 600 m van de plaats waar hij overleed

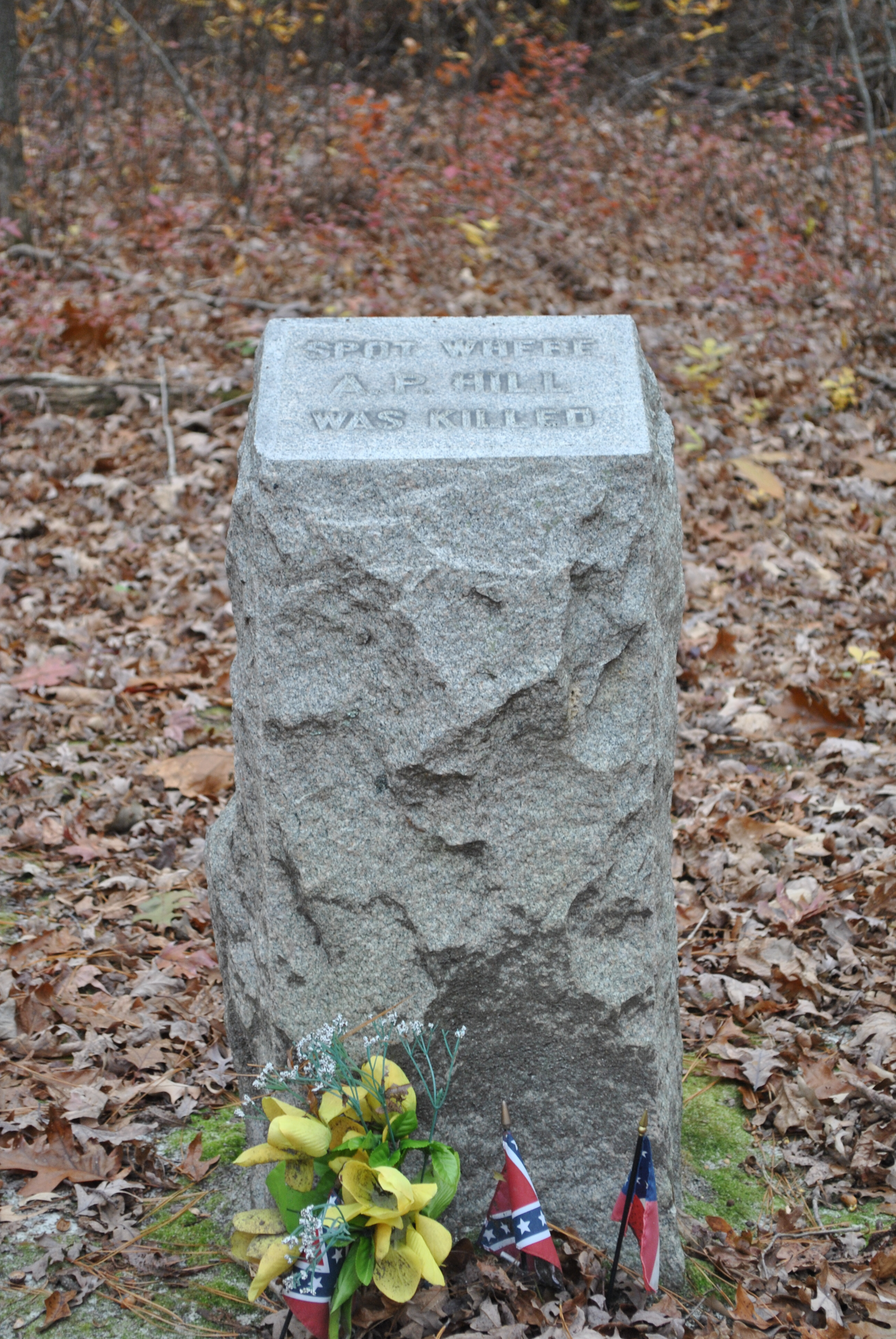
monument op de exacte plaats van het overlijden van A.P. Hill.

Ook op de exacte plaats van zijn overlijden werd een klein granieten monument opgericht in april 1912. Het bevindt zich nabij Sentry Hill Court.  De inhuldiging van beide monumenten werd bijgewoond door zijn weduwe en kinderen.
De Zuidelijken konden zijn lichaam snel bergen. Toen Lee op de hoogte gebracht werd van zijn dood zie hij: "Hij kan nu rusten en zij die achterblijven zullen nu de prijs betalen van de nederlaag." Zijn familie wou hem begraven in de hoofdstad Richmond maar door de evacuatie en uiteindelijke val van de stad, kon dit niet doorgaan. Uiteindelijk zou hij begraven worden in de Fairview Cemetery in Culpeper, Virginia.

## Militaire loopbaan
- Cadet: 1 juli 1842[39][40]
- Brevet Second Lieutenant (USA): 1 juli 1847[41]
- Second Lieutenant (USA): 26 augustus 1847[40]
- First Lieutenant (USA): 4 september 1851[42][40]
- Uitdienstgetreden (USA): 1 maart 1861[40]
- Colonel (CSA): 9 of 22 mei 1861
- Brigadier General (CSA): 26 februari 1862
- Major General (CSA): 26 mei 1862[43]
- Lieutenant General (CSA): 24 mei 1863